# Calderone di Gundestrup

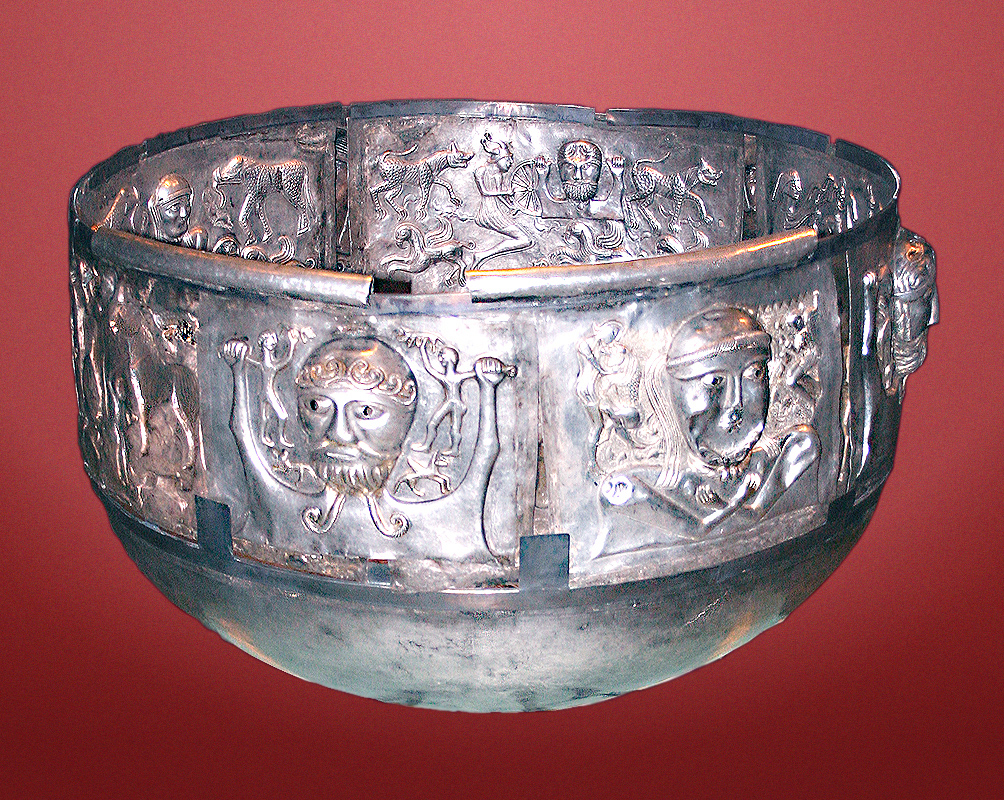
Il calderone di Gundestrup

Il calderone di Gundestrup è un manufatto celtico datato tradizionalmente al III secolo a.C., nella tarda Età del ferro, anche se la recente datazione al radiocarbonio di residui di cera sul calderone e del metallo di cui è costituito ne sposterebbe in avanti l’origine fino al III secolo d.C.. Fu ritrovato il 28 maggio 1891 in una torbiera dell'Himmerland, nello Jutland, nel nord della Danimarca.  È costituito da un insieme di 13 pannelli d'argento - di cui 5 rettangolari interni, 7 quadrati esterni (è andato perduto un ottavo pannello) e uno circolare che costituisce il fondo – di 42 cm di altezza, un diametro di 69 cm e un peso di 9 chilogrammi. Conservato presso il Museo Nazionale Danese di Copenaghen, le raffigurazioni presenti nelle tredici placche lo rendono un importante e discusso oggetto protostorico.

## Iconografia

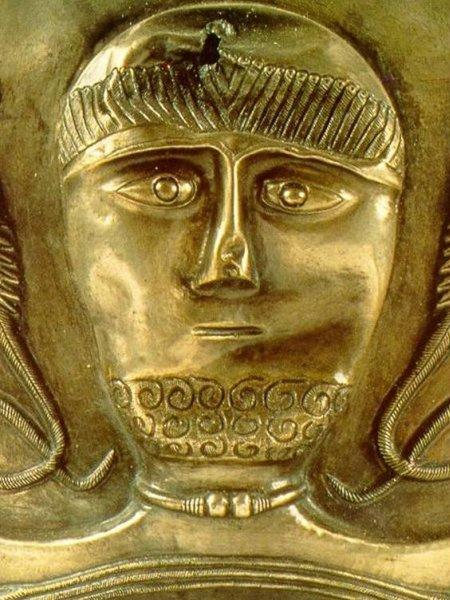
Dettaglio del pannello E, Museo nazionale danese.

Non è un prodotto locale e si pensa che sia stato portato in Danimarca, come trofeo e offerta rituale, forse dai Cimbri, i quali nel 101 a.C. subirono una sconfitta da parte dei Romani e una parte di loro ritornò nella terra d'origine a nord, nell'Himmerland, proprio la zona del ritrovamento del calderone; ma il luogo di fabbricazione viene ipotizzato – scartata ormai una precedente attribuzione alla Gallia centrale - prevalentemente nella regione del basso Danubio, corrispondente all'incirca all'attuale Bulgaria. Se infatti lo stile e la tecnica della lavorazione – altorilievo di argento parzialmente dorato - sono riconosciute come traci, i motivi delle rappresentazioni sono soprattutto celtici; la spiegazione di questa mescolanza di motivi può essere data dalla coesistenza, in quella regione, di tribù celtiche - gli Scordisci – e della Tracia – i Triballoi. I più recenti studi radiometrici, che sposterebbero la datazione possibile fino al III secolo d.C., complicano le cose perché indicherebbero la sopravvivenza di usanze antiche in ambito pienamente romano.
Il calderone era un oggetto di comune uso domestico presso i Celti, ma la decorazione preziosa del calderone di Gundestrup rivela il suo utilizzo rituale. Nella piastra del fondo è raffigurato un sacrificio mentre quelle del contorno interno sviluppano il mito della nascita di un dio e in quelle esterne i sacrifici che propiziano i raccolti e le nascite.

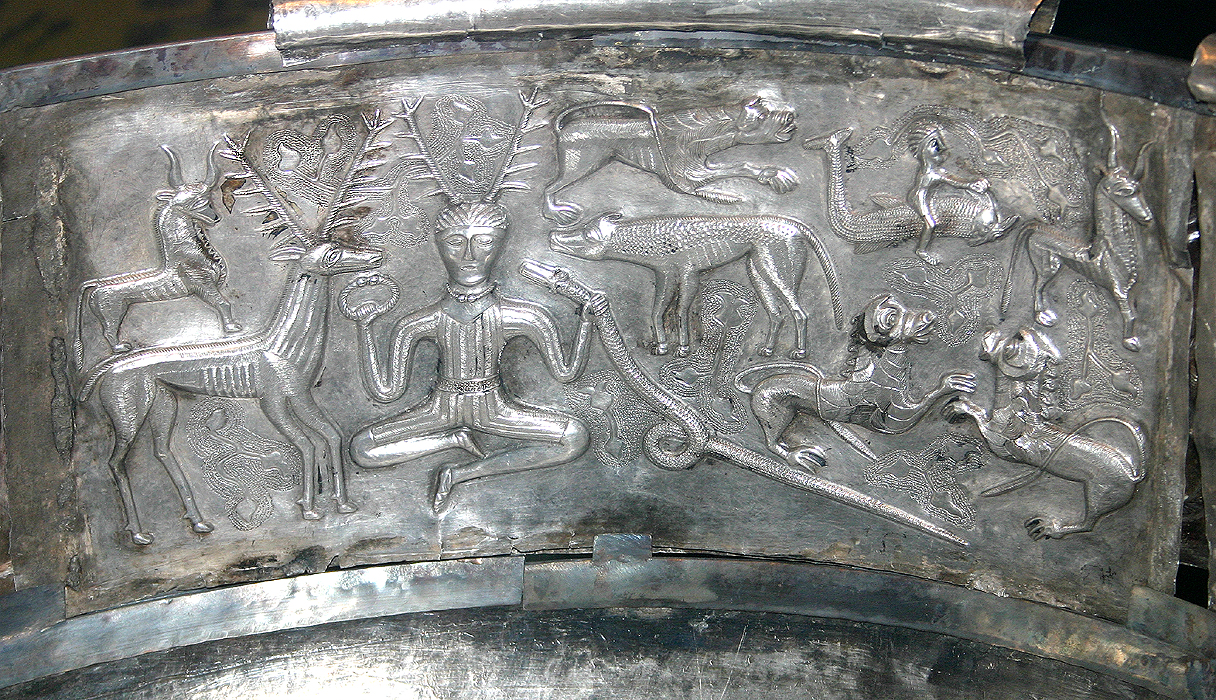
Dettaglio del pannello A con la raffigurazione del dio Cernunnos

In un pannello è rappresentato il dio Cernunnos, dalle corna di cervo, Signore degli animali e delle forze della natura, mentre con una mano tiene il serpente dalla testa di ariete, simbolo della fertilità e con l'altra offre in dono il torquis, un collare, ornamento tipico dei nobili Celti. Accanto al dio, a sinistra, ancora un cervo e un toro, gli animali sacrificali, alla sua destra è la lupa, mangiatrice d'uomini, e poi un uomo che cavalca un delfino e animali reali e fantastici, come grifoni alati, elefanti e felini, soggetti poco frequentati dall'arte celtica e diffusi invece nell'area del mar Nero.
In un'altra placca è rappresentato Taranis, il dio della ruota, che tiene in mano il suo simbolo ed ha al fianco un guerriero con un elmo munito di corna, identificato in modo incerto con l'eroe celta Cú Chulainn, e ancora animali fantastici.
In un altro pannello ancora è raffigurato un sacrificio umano al dio Teutates, nel quale la vittima viene annegata in una botte. Un'altra interpretazione vuole vedervi invece un rito religioso di altra natura, una specie di battesimo o la rinascita di guerrieri morti mediante l'immersione nel calderone «magico»: secondo le leggende celtiche, in un calderone si può ottenere la moltiplicazione dei raccolti, come nel calderone dell'abbondanza di Dagda, o si può ottenere una conoscenza universale gustandone il contenuto. Tali virtù sono del resto da avvicinare a quelle delle sorgenti benefiche e anche il Graal della leggenda di re Artù non è che la rappresentazione cristianizzata del calderone dell'abbondanza e della conoscenza. Questo oggetto è un recipiente cultuale che rappresenta quindi il substrato celtico della leggenda medievale del Graal nonché, con le sue scene, quello che Georges Dumézil ha definito "il festino dell'immortalità".
Gli artefici del calderone, sorprendentemente, evidenziano contatti culturali che si estendevano per 6000 chilometri, dai Balcani fino all'India settentrionale e quindi alcune divinità raffigurate si possono definire panculturali; questo fatto spiega la presenza della raffigurazione di una dea accompagnata da elefanti al bagno rituale (divinità indiana Lakshmi).
Le placchette sono state sagomate partendo da un foglio metallico, grazie a temprature, e quindi i rilievi sono stati decorati con vari strumenti, tra i quali i punzoni.

## Galleria d'immagini

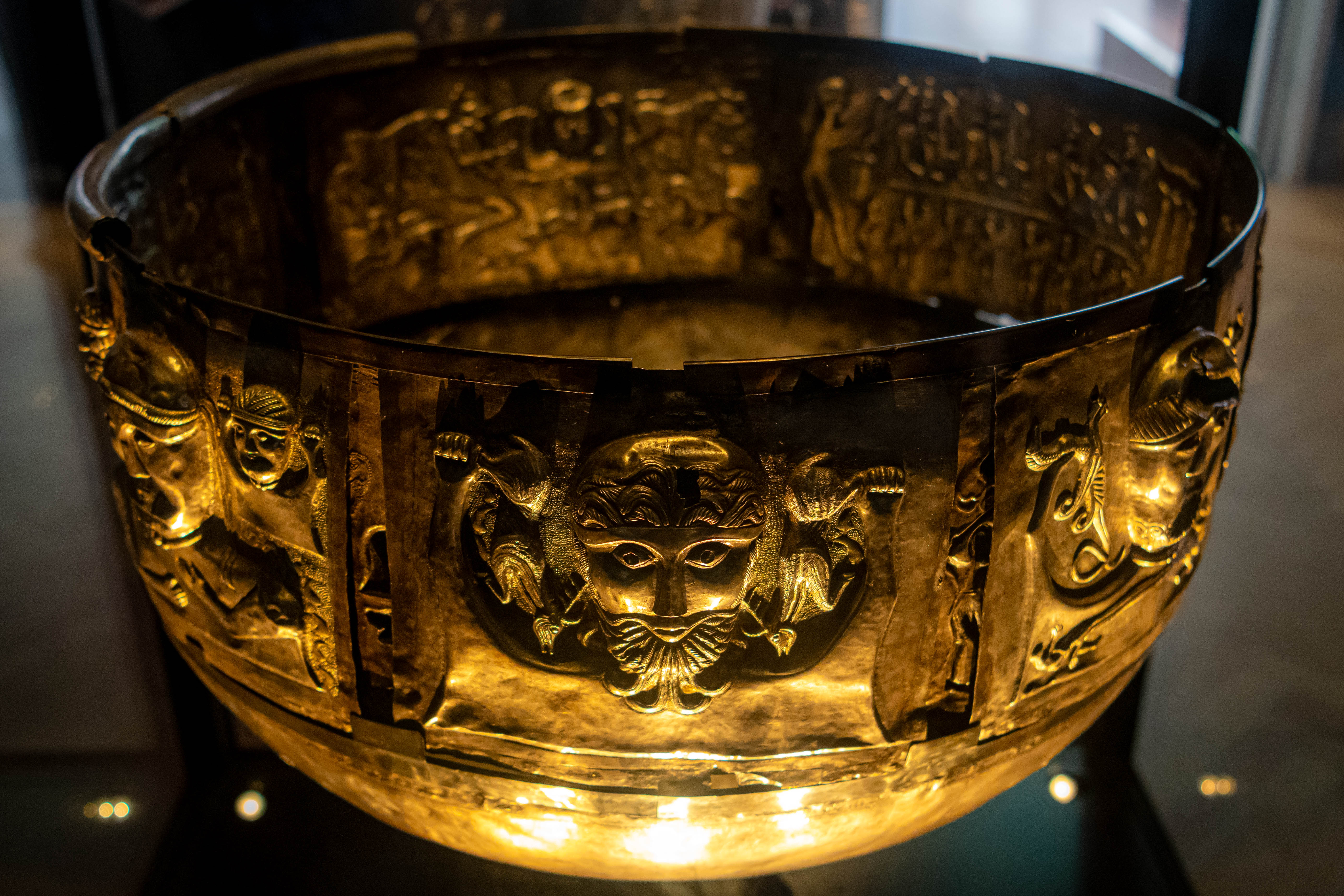
Esterno
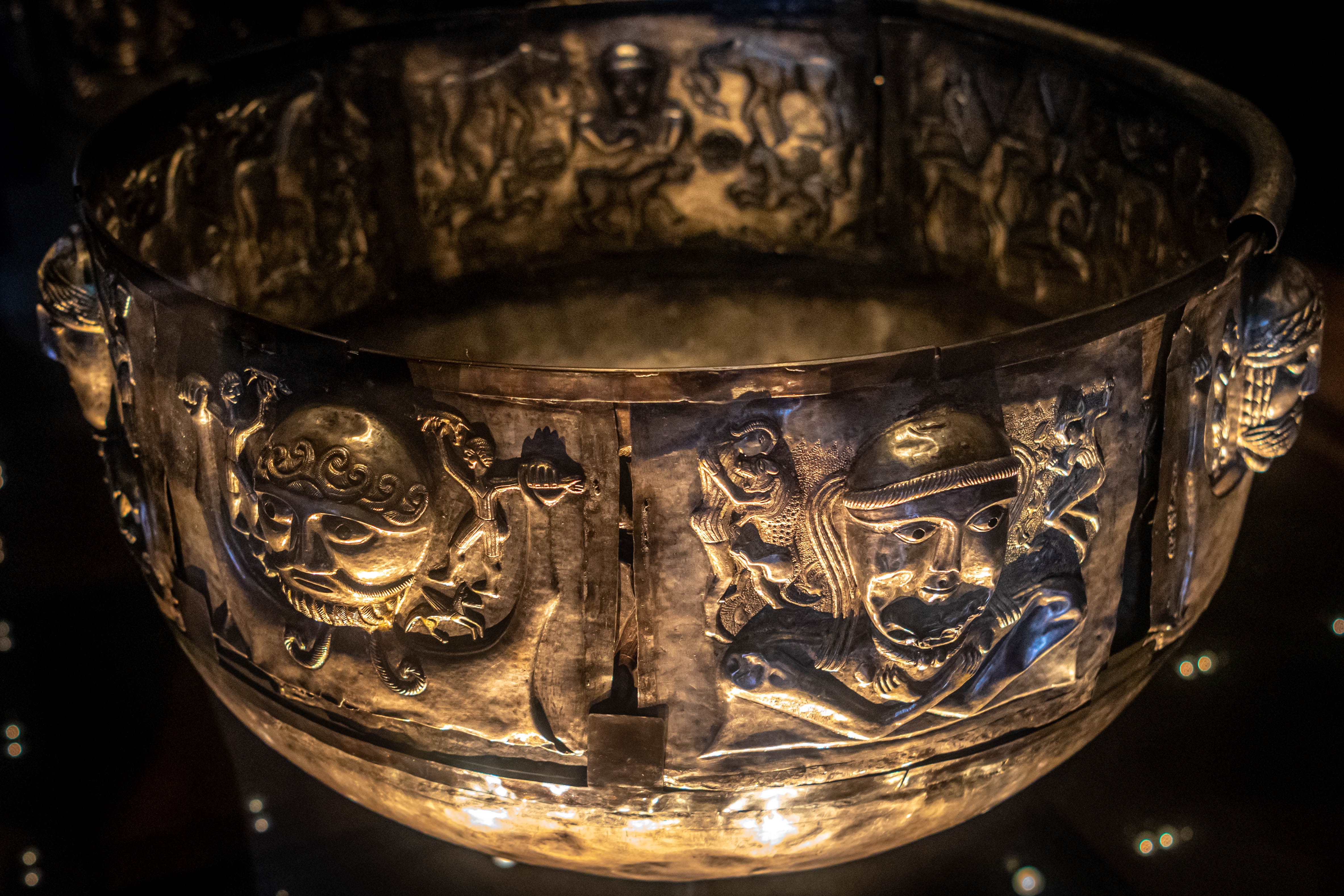
Esterno
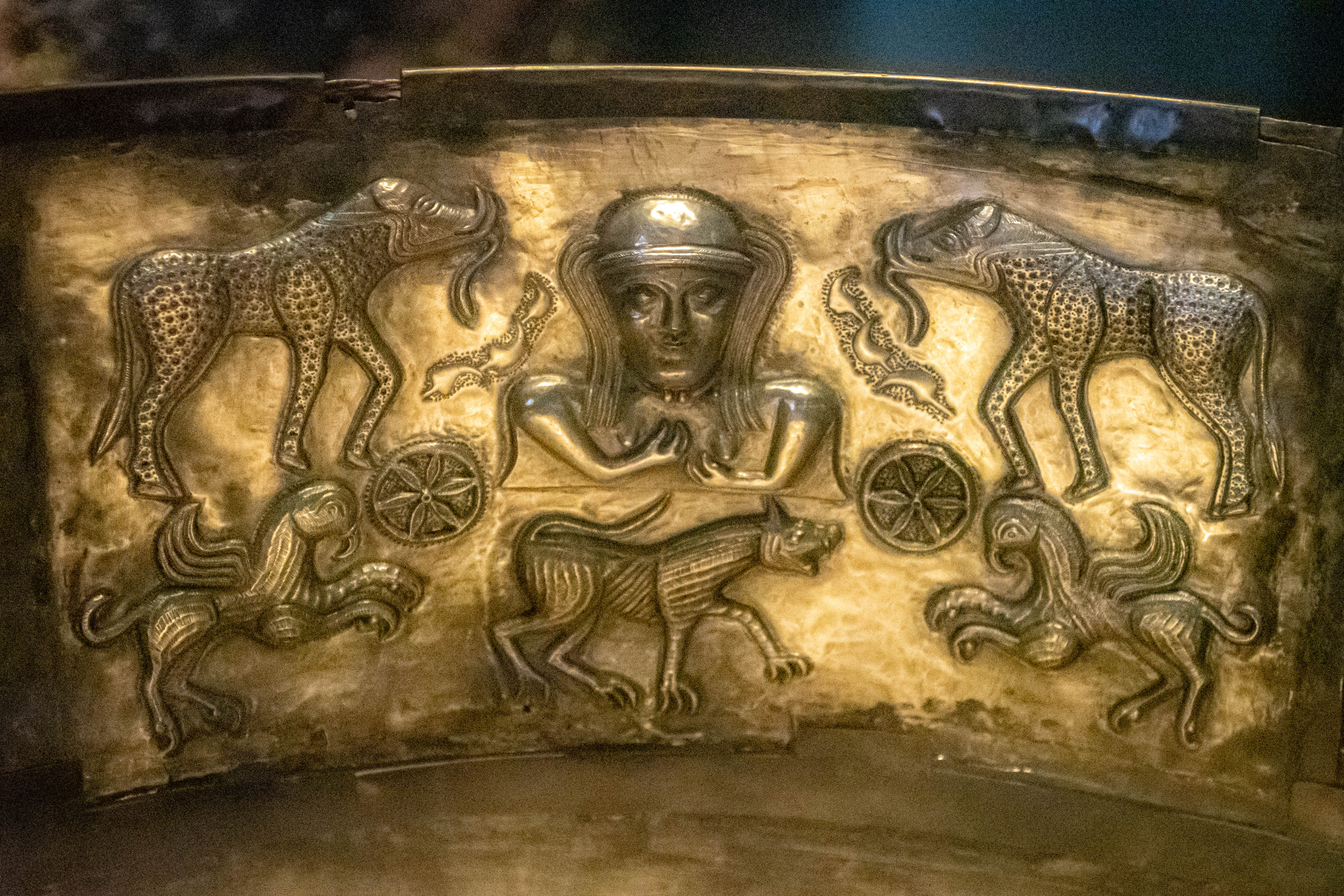
Pannello interno con dea tra ruote e animali